# 卡斯查克山
84°2′S 56°40′W / 84.033°S 56.667°W
卡斯查克山（英語：Mount Kaschak）是南極洲的山峰，位於伊利沙伯女皇地，處於甘巴科塔峰以西7公里，屬於彭薩科拉山脈中尼普頓山脈的一部分，美國地質調查局根據測量和該國海軍的空中照片繪入地圖，現時由南極條約體系管理。